# Sân bay quốc tế Punta Cana
Sân bay quốc tế Punta Cana (mã sân bay | PUJ | MDPC) là một sân bay thương mại tư nhân của Punta Cana, phía đông Cộng hoà Dominicana Sân bay này được xây dựng theo một phong cách truyền thống của Dominica nhà ga hàng không với mái của sân bay bao là lá cọ. Sân bay được xây dựng vào năm 1984. Trong năm 2009, Punta Cana tiếp nhận 3.811.946 lượt hành khách, là sân bay bận rộn nhất trong cả nước. Các nhà khai thác của sân bay, Sân bay Grupo Punta Cana đang có kế hoạch mở rộng, bằng cách thêm một trạm điều khiển mới, một nhà ga mới với các cửa nhiều hơn, cũng như đường băng khác.

## Nha ga, các hãng hàng không và điểm đến
Sân bay có 3 nhà ga: Nhà ga 1 dùng cho các chuyến bay quốc tế, Nhà ga 3 là trụ sở hoạt động các hãng hàng không và dùng cho các chuyến bay nội địa. Nhà ga 2 được mở cửa từ tháng 2 năm 2009.

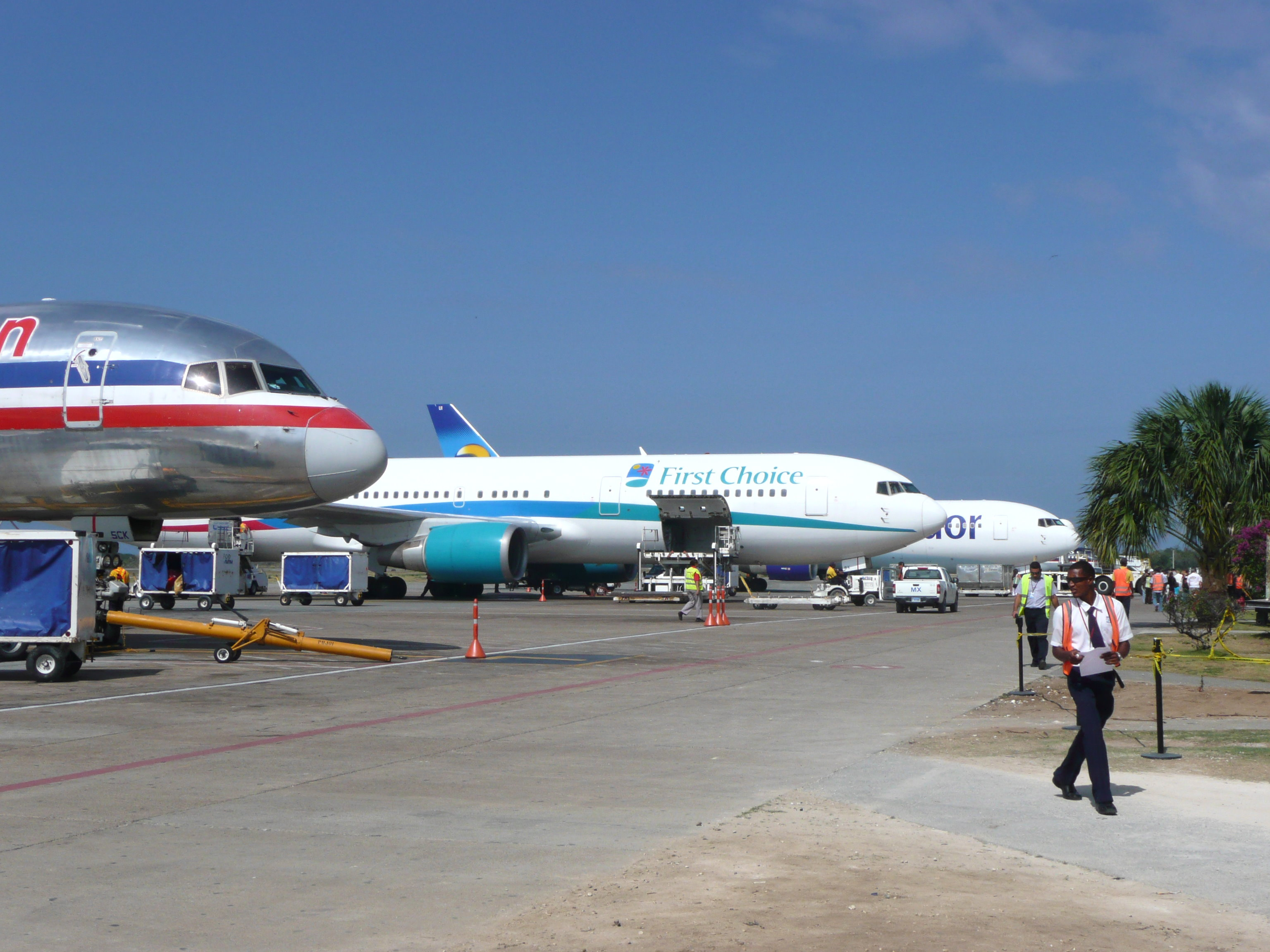
Máy bay đậu tại nhà ga1

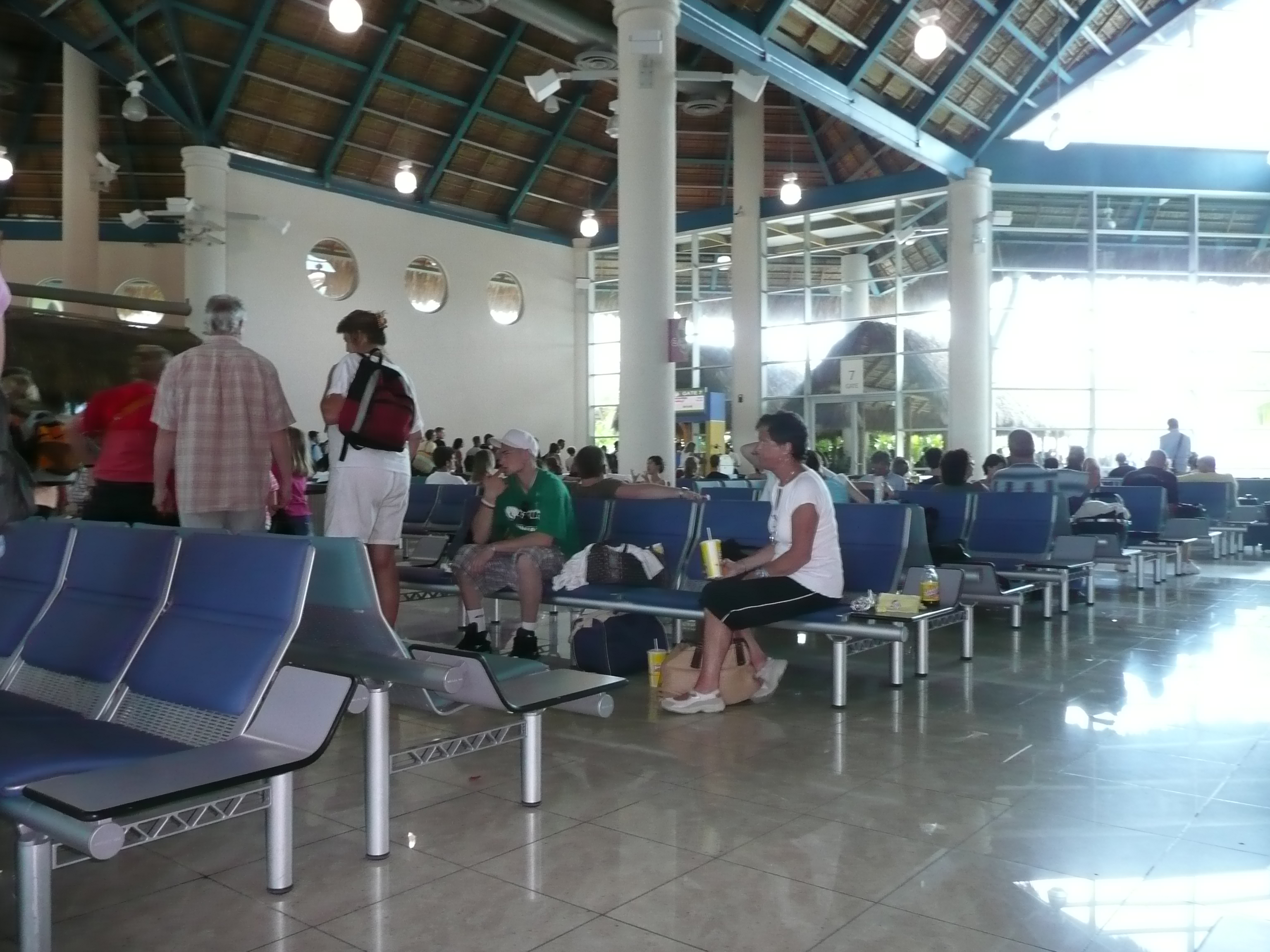
Khu ra máy bay nhà ga 2

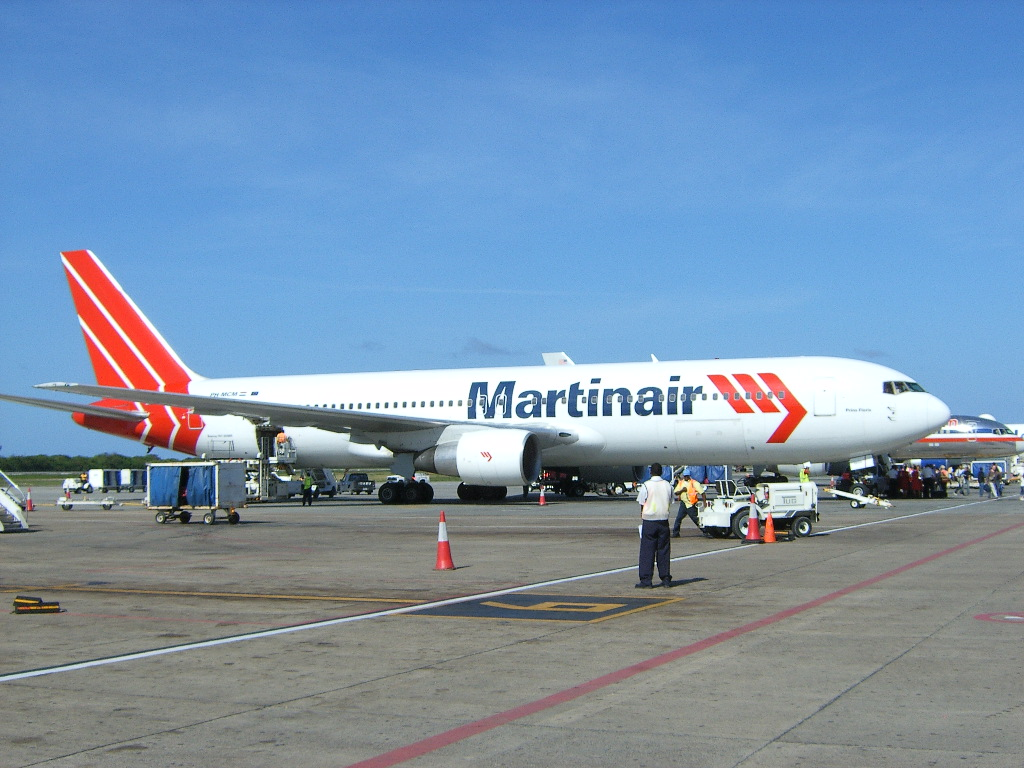
Martinair B767-300ER tại PUJ

| Hãng hàng không                  | Các điểm đến | Terminal |
| -------------------------------- | --- | -------- |
| Aeroflot                         | Moscow-Sheremetyevo [từ 2.11] | 1        |
| Aerolíneas Argentinas            | Buenos Aires-Ezeiza [theo mùa] | 1        |
| Aerolineas Mas                   | Santo Domingo-La Isabela | 3        |
| Air Canada                       | Calgary, Halifax, Montreal-Trudeau, Toronto-Pearson, Winnipeg                                                                                                | 2        |
| Air Century                      | Santo Domingo | 3        |
| Air Europa                       | Madrid | 1        |
| Air France                       | Paris-Charles de Gaulle | 1        |
| Air Inter Island                 | Constanza, Santo Domingo-Las Americas, Santo Domingo-La Isabela, Samana-Arroyo Barril                                                                        | 3        |
| Air Pullmantur                   | Madrid | 1        |
| Air Transat                      | Calgary, Edmonton, Halifax, Montreal-Trudeau, Ottawa [từ 7.11], Quebec City, Regina, Toronto-Pearson, Vancouver                                              | 2        |
| American Airlines                | Miami, New York-JFK | 1        |
| American Eagle                   | San Juan | 1        |
| Arkefly                          | Amsterdam | 1        |
| Aserca Airlines                  | Caracas, Santo Domingo | 1        |
| Austrian Airlines                | Vienna | 1        |
| Avianca                          | Bogota | 1        |
| British Airways                  | London-Gatwick | 1        |
| CanJet                           | Halifax, Montreal-Trudeau, Ottawa, Thành phố Quebec, St John's, Toronto-Pearson                                                                              | 1        |
| Caribbean Air Sign               | Santo Domingo, Samana, Puerto Plata, Santiago de los Caballeros                                                                                              | 3        |
| Condor                           | Frankfurt | 1        |
| Conviasa                         | Caracas [seasonal] | 1        |
| Copa Airlines                    | Panama City | 1        |
| Corsairfly                       | Paris-Orly | 1        |
| Delta Air Lines                  | Atlanta, Cincinnati/Northern Kentucky [theo mùa], Detroit [theo mùa], Minneapolis/St. Paul [theo mùa], New York-JFK                                          | 1        |
| Edelweiss Air                    | Zürich | 1        |
| Enerjet                          | Calgary, Edmonton, Toronto-Pearson, Vancouver [tất cả theo mùa]                                                                                              | 1        |
| EuroAtlantic Airways             | Faro, Lisbon | 1        |
| ExpressJet Airlines              | Aguadilla, Miami, Ponce, San Juan | 1        |
| Gol Airlines điều hành bởi Varig | Caracas, Rio de Janeiro-Galeão, São Paulo-Guarulhos | 1        |
| Jetairfly                        | Brussels | 1        |
| JetBlue Airways                  | Boston, New York-JFK | 1        |
| LAN Airlines                     | Miami, Santiago de Chile | 1        |
| LAN Argentina                    | Buenos Aires-Ezeiza, Miami | 1        |
| LAN Peru                         | Lima, Miami | 1        |
| Martinair                        | Amsterdam | 1        |
| Miami Air                        | Atlantic City theo mùa, Boston, Chicago-Rockford, Detroit, Miami, New York-JFK, Norfolk [theo mùa]                                                           | 1        |
| Orbest                           | Lisbon | 1        |
| PAWA Dominicana                  | Aguadilla, San Juan [theo mùa] | 1        |
| PAWA Dominicana                  | Santiago de los Caballeros, Santo Domingo-Las Americas | 3        |
| Servicios Aereos Profesionales   | Varadero, Antigua, Barbados, St. Maarten, Port of Spain, Holguin, Curaçao, Aruba, Santo Domingo, Pointe-à-Pitre                                              | 3        |
| Spirit Airlines                  | Fort Lauderdale [theo mùa] | 1        |
| Sun Country Airlines             | Minneapolis/St. Paul [theo mùa] | 1        |
| Sunwing Airlines                 | Bagotville, Gander, Halifax, London (ON), Moncton, Montreal-Trudeau, Ottawa, Quebec City, St. John's, Saint John, Toronto-Pearson, St. Petersburg/Clearwater | 1        |
| Thomas Cook Airlines             | London-Gatwick, Manchester (UK) | 1        |
| Thomson Airways                  | Birmingham (UK), London-Gatwick, Manchester (UK), Newcastle upon Tyne [theo mùa], Glasgow International Airport [theo mùa]                                   | 1        |
| United Airlines                  | Chicago-O'Hare, Washington-Dulles [tất cả theo mùa] | 1        |
| USA3000 Airlines                 | Baltimore [theo mùa], Chicago-O'Hare, Cincinnati/Northern Kentucky [theo mùa], Cleveland, Detroit, Philadelphia, Pittsburgh [seasonal], St. Louis            | 1        |
| WestJet                          | Hamilton [theo mùa], Montreal-Trudeau, Ottawa [theo mùa], Thunder Bay [theo mùa], Toronto-Pearson                                                            | 1        |
| White Airways                    | Lisbon | 1        |
| Whitejets                        | Campinas-Viracopos | 1        |
| XL Airways France                | Brussels, Paris-Charles de Gaulle | 1        |

## Giao thông và sự tăng trưởng
Sân bay là điểm hàng đầu về nhập cảnh hành khách đến và đitại Cộng hòa Dominican. Đây cũng là sân bay phát triển nhanh nhất với sự tăng trưởng gần 20% hàng năm, mà người ta cũng dự đoán, trong 5 năm, số máy bay sẽ tăng gấp đôi.
Trong vùng biển Caribbean, đây là sân bay thứ ba bận rộn nhất, sau Sân bay quốc tế Luis Muñoz Mari, trong San Juan, Puerto Rico và Sân bay quốc tế Cancun trong Cancun, mà là người đầu tiên và các sân bay bận rộn thứ hai trong khu vực, tương ứng.

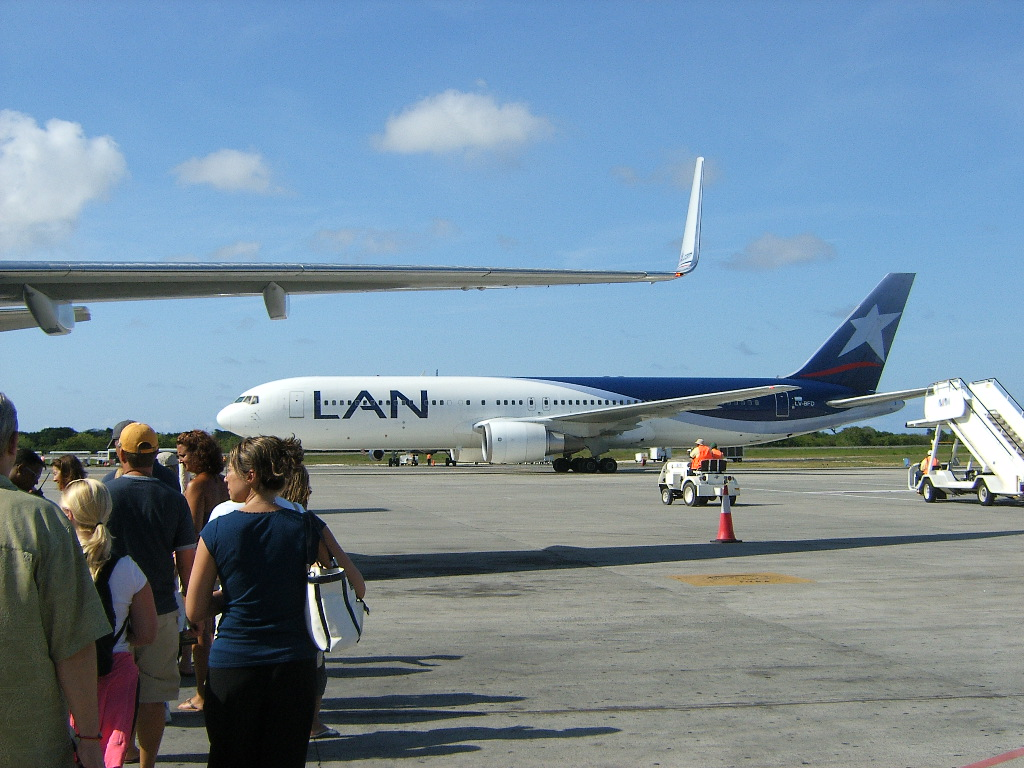
LAN B767-300ER sân bay

## Kế hoạch mở rộng
Các nhà khai thác sân bay Punta Cana có kế hoạch mới đầy tham vọng mở rộng sân bay. Dự án bao gồm một đường băng lớn hơn mới, mở rộng các taxiway hiện có, xây dựng một taxiway mới, một tháp kiểm soát mới, các cài đặt của ILS, tần số mới của đài phát thanh và mở rộng cửa nhà ga quốc tế.